# أسل مسطح الأوراق
أسل مسطح الأوراق (الاسم العلمي: Juncus planifolius) نوع نباتي يتبع جنس الأسل وينتمي إلى الفصيلة الأسلية.